# Доріна Ваккароні
Доріна Ваккароні (італ. Dorina Vaccaroni, нар. 24 вересня 1963, Местре, Італія) — італійська фехтувальниця на рапірах, олімпійська чемпіонка (1992 рік), срібна (1988 рік) та бронзова (1984 рік) призерка Олімпійських ігор, п'ятиразова чемпіонка світу.

## Виступи на Олімпіадах
| Олімпіада         | Дисципліна           | Місце |
| ----------------- | -------------------- | ----- |
| Москва 1980       | індивідуальна рапіра | 6     |
| Москва 1980       | командна рапіра      | 5     |
| Лос-Анджелес 1984 | індивідуальна рапіра | 3     |
| Лос-Анджелес 1984 | командна рапіра      | 4     |
| Сеул 1988         | індивідуальна рапіра | 10    |
| Сеул 1988         | командна рапіра      | 2     |
| Барселона 1992    | командна рапіра      | 1     |